# Генрих Федосов
Генрих Федосов (на руски: Генрих Федосов) е съветски футболист и треньор.

## Кариера
Федосов играе за отборите Криля Советов от Молотов, Динамо Москва, Динамо Киров, Шинник Ярославъл, Знамя и Нефтяник от град Ухта.
За националния отбор на СССР изиграва 3 мача и вкарва 1 гол. В Съветската Висша лига изиграва 159 мача и отбелязва 51 гола.

## Отличия

### Отборни
Динамо Москва
- Съветска Висша лига: 1954, 1955, 1957, 1959